# 縱橫天下 (1972年電影)
《纵横天下》，是1972年罗臻执导、王羽等出演的电影作品，该电影主要讲述宋代大侠李慕白与辽国和金国人发生的故事。

## 電影內容
北宋后期，剑客李慕白意外的救了金国的一个公主，但是却因此惹了很多的麻烦，然而，金军却在这个时候入侵中原，并且这些人中的完颜亮还因为狩猎不成而通过抓捕民众来出气。
在这之后，李慕白得知了这些，于是他决定亲自去救被金军捉住的民众，但是他却不小心被金军捉住。而在这之后，之前被他所救的公主却趁机将他放走。
但是金军为了捉住他，居然挟持李慕白的母亲来逼李慕白现身。但是李慕白的母亲为了不拖累儿子，自杀在了李慕白的面前。
在这之后，虽说他击退了金军，但是之前救他出来的，金国的公主为了不拖累李慕白，于是她也自杀了。

## 演员
- 王羽
- 马海伦
- 张冲
- 薛汉
- 曹健
- 关毅
- 原森
- 翟诺
- 柯佑民
- 马骥
- 张亦飞
- 白玲玲
- 王永生
- 谢兴
- 山茅
- 周新贵

## 備註
1. ↑  黄仁. . 2004年.
2. ↑  梁良. . 1984.
3. ↑  . 1999年.
4. ↑  黄仁张骏祥, 程季华. . 1995年.
5. ↑  . 1997年.

## 外部連結
- 豆瓣电影上《縱橫天下》的資料 （简体中文）
- 香港影庫上《縱橫天下》的資料（繁體中文）
- 互联网电影数据库（IMDb）上《縱橫天下》的资料（英文）
- 爛番茄上《縱橫天下》的資料（英文）
- 时光网上《縱橫天下》的資料（简体中文）
- 观看地址 （页面存档备份，存于）